# Holly Aitchison
Pour les articles homonymes, voir Aitchison.
Pas d'image ? Cliquez ici

a Compétitions nationales et continentales officielles uniquement.

b Matchs officiels uniquement.
Dernière mise à jour le 29 juillet 2025.
Holly Aitchison, née le 21 février 1997 à Southport (Angleterre), est une joueuse internationale anglaise de rugby à XV évoluant aux postes de centre ou demi d'ouverture. Elle joue aux Sale Sharks.

## Biographie
Holly Aitchison naît le 21 février 1997 à Southport en Angleterre.
En 2022, elle évolue en club aux Saracens. Elle compte dix sélections en équipe d'Angleterre quand elle est retenue en septembre 2022 pour disputer la Coupe du monde en Nouvelle-Zélande.
À l'automne suivant, elle est au nombre des trente joueuses qui participent pour l'Angleterre au WXV 2023.
Au mois de juin 2025, elle signe aux Sale Sharks. Le mois suivant, elle est sélectionnée pour la Coupe du monde en Angleterre.

## Palmarès

### En club
- Finaliste du Championnat d'Angleterre en 2021 et 2024.
- Vainqueur du Championnat d'Angleterre en 2022.

### En équipe nationale
- Vainqueur du Tournoi des Six Nations en 2022, 2023, 2024 et 2025.
- Vainqueur du WXV en 2023 et 2024.

### Distinctions personnelles
- Membre de l'équipe type du Tournoi des Six Nations en 2024[6].